# Domenico David
Domenico David (* in Venetien; † 30. Juni 1698 in Venedig) war ein italienischer Librettist.

## Leben
Über das Leben Davids ist nur wenig bekannt. Er war Doktor der Medizin und unter dem Namen Osiro Cedreatico eines der ersten Mitglieder der Accademia degli Animosi. Er zählt zusammen mit Apostolo Zeno, Silvio Stampiglia und Francesco Silvani zur ersten Generation der Reform-Librettisten, die bestrebt waren, den traditionellen Opernstil des 17. Jahrhunderts mit seinen unmoralischen Bestandteilen, Unwahrscheinlichkeiten, Wundern und Manierismen zu überwinden. David wurde von mehreren bedeutenden italienischen Familien unterstützt.
Seine ersten Gedichte stammen aus den 1670er Jahren. Erst 1691 schrieb David mit L’amante eroe sein erstes Opernlibretto, das in der Vertonung von Marc’Antonio Ziani im venezianischen Teatro San Salvatore aufgeführt wurde. Diesen Text nutzte Pietro Metastasio 1729 als eine seiner Quellen für das Opernlibretto Alessandro nell’Indie.
Im folgenden Jahr 1692 wurde Davids zweites Libretto La forza della virtù in der Vertonung von Carlo Francesco Pollarolo am Teatro San Giovanni Crisostomo aufgeführt. Friedrich Christian Bressand übersetzte es für den Komponisten Reinhard Keiser ins Deutsche. Diese Fassung wurde 1700 unter dem Titel La forza della virtù oder Die Macht der Tugend in der Hamburger Oper am Gänsemarkt gegeben. 1712 erschien in Rom eine Vertonung von Giuseppe Maria Orlandini unter dem Titel Ataulfo re de’ Goti, ovvero La forza della virtù. 1717 wurde in Venedig eine anonyme Vertonung unter dem Titel La virtù coronata gespielt. Pietro Metastasio verwendete La forza della virtù als Vorlage für seinen eigenen ersten Operntext Siface re di Numidia, der 1723 in Neapel mit Musik von Francesco Feo aufgeführt wurde.
Davids drittes Opernlibretto ist Amor e dover. Es wurde 1696 ebenfalls im Teatro San Giovanni Crisostomo in Venedig aufgeführt. Die Musik stammt wiederum von Carlo Francesco Pollarolo.

## Werke
- L’amante eroe, vertont von Marc’Antonio Ziani, Venedig 1691; 1696 in Turin und Ferrara.[10][Digitalisat 1]
- La forza della virtù, erstmals vertont von Carlo Francesco Pollarolo, Venedig 1692; 1694 in Livorno und Bologna; 1699 als Creonte, tiranno di Tebe in Neapel; 1700 in Ferrara; 1702 in Florenz; 1703 in Verona.[11][Digitalisat 2]
- Amor e dover, vertont von Carlo Francesco Pollarolo, Venedig 1696.[9][Digitalisat 3]

## Digitalisate
1. ↑  L’amante eroe. Libretto (italienisch), Venedig 1691. Digitalisat bei Google Books.
2. ↑  La forza della virtù. Libretto (italienisch), Venedig 1693. Digitalisat des Museo internazionale e biblioteca della musica di Bologna.
3. ↑  Amor e dover. Libretto (italienisch), Venedig 1697. Digitalisat bei Google Books.